# محمدحسن رحیمیان
محمدحسن رحیمیان (متولد ۱۳۲۷)، روحانی شیعه ایرانی است. وی متولی مسجد جمکران از سال ۱۳۹۲ تا ۱۴۰۲ بود. رحیمیان همچنین ریاست شورای مرکزی و هیئت مؤسس جبهه مردمی نیروهای انقلاب اسلامی را برعهده دارد. او در اواخر دهه شصت، از مؤسسان مجمع روحانیون مبارز بود.
محمد حسن رحیمیان، فرزند یدالله رحیمیان متولد محله دستگرد شهر اصفهان است. پدر او از شاگردان حسینعلی منتظری بود. او در قم به تحصیل حوزوی پرداخت. در سال ۱۳۴۵ به عراق مهاجرت کرد و درس اصول فقه و خارج را نزد استادانش خمینی، خویی و سید محمد باقر صدر تحصیل کرد. پس از پیروزی انقلاب ۱۳۵۷ به عنوان یکی از اعضای دفتر روح‌الله خمینی مدیریت امور مالی و وجوه شرعی و مسئولیت امور ارزی را بر عهده داشت. رحیمیان از جمله اعضای هیئتی بود که محمد منتظری قصد داشت در ۱۰ خرداد ۱۳۵۸ برای شرکت در جشن آزادسازی پایگاه آمریکا در لیبی به آن کشور ببرد ولی دولت از خروج آن‌ها جلوگیری کرد.  پس از درگذشت اولین رهبر جمهوری اسلامی، رحیمیان تا سال ۱۳۷۱ قائم مقام بنیاد شهید انقلاب اسلامی بود و در مرداد ماه همان سال از سوی رهبر ایران به عنوان نماینده ولی فقیه و از سوی رئیس‌جمهور وقت به عنوان رئیس بنیاد شهید منصوب گردید. با ادغام بنیاد شهید و ایجاد بنیاد شهید و امور ایثارگران، رحیمیان از سال ۱۳۸۳ تا سال ۱۳۹۲ نماینده ولی فقیه در آن بود. در سال ۱۳۸۸، رحیمیان عضو هیئت ویژه شورای نگهبان برای بررسی انتخابات دهمین دوره ریاست جمهوری بود.
دیگر سمت‌های رحیمیان عبارتند از:
- رئیس هیئت مؤسس جبهه مردمی نیروهای انقلاب اسلامی
- مدیر مسئول ماهنامه پاسدار اسلام
- مؤسس جمعیت دفاع از ملت فلسطین
- عضو هیئت منصفه دادگاه مطبوعات